# Polyethylen glycol
Poly(ethylen oxide) (PEO) là một polyether với nhiều ứng dụng trong công nghiệp sản xuất y dược. PEG cũng được biết đến như poly ethylen glycol (PEG) hoặc polyoxyethylen (POE), tùy thuộc vào trọng lượng của phân tử. Cấu trúc của PEG thường được mô tả: H−(O−CH2−CH2)n−OH.

## Các dạng cấu trúc và danh pháp
PEG, PEO và POE thường được hiểu là oligomer hoặc polymer của ethylen oxide. Ba tên gọi này là đồng nghĩa về mặt hóa học, nhưng về lịch sử, PEG được ưu tiên sử dụng trong lĩnh vực y sinh học, trong khi đó, PEO được dùng phổ biến hơn trong lĩnh vực hóa học polymer. Bởi vì các ứng dụng khác nhau đỏi hỏi độ dài mạch polymer khác nhau, PEG thường là các polymer hoặc oligome có trọng lượng phân tử dưới 20,000 g/mol, PEO thường là để chỉ các polymer này có một khối lượng phân tử trên 20.000 g/mol, còn POE để chỉ loại polymer này có khối lượng phân tử bất kỳ. Các loại PEG được tạo thành từ phản ứng trùng hợp của otylen oxit và các sản phẩm PEG thương mại có thể có khối lượng phân tử từ 300 g/mol đến 10,000,000 g/mol.
PEG và PEO là các chất lỏng hay chất rắn có nhiệt độ nóng chảy thấp, tùy thuộc vào khối lượng phân tử. Trong khi PEG và PEO có khối lượng phân tử khác nhau được sử dụng trong các ứng dụng khác nhau, và có các tính chất vật lý khác nhau (ví dụ như độ nhớt) do hiệu ứng độ dài mạch của chúng, các tính chất hóa học thì gần như giống nhau. Sự hình thành của PEG cũng có nhiều dạng khác nhau, tùy thuộc vào chất khởi đầu (chất khơi mào) được sử dụng trong quá trình trùng hợp – chất khởi đầu phổ biến nhất là một PEG metyl ete đơn chức, hoặc methoxy-poly(ethylen glycol), viết tắt là mPEG. PEG trọng lượng phân tử thấp thường là các oligomerr tinh khiết hơn, có độ đa phân tán rất thấp (monodisperse), đồng nhất hoặc gián đoạn. Gần đây, PEG tinh khiết rất cao đã được chứng minh là có dạng tinh thể, cấu trúc tinh thể đã được xác định bằng nhiễu tia X. Do quá trình tuyển tách và tinh chế oligomerrs là khó khăn, giá thành của loại có chất lượng cao này thường gấp từ 10-1000 PEG đa phân tán (độ đa phân tán khối lượng phân tử rộng).
PEG cung có nhiều cấu trúc hình học khác nhau.
- PEG dạng Nhánh có ba đến 100 chuỗi PEG xuất phát ra từ một chuỗi mạch chính.
- PEG hình Sao có 3 đến 10 PEG nhánh PEG xuất phát từ một lõi trung tâm.
- PEG hình răng lược có nhiều nhánh PEG được ghép trực tiếp và đều đặn vào một chuỗi mạch polymer chính.

Những con số đặt sau tên PEG dùng để chỉ khối lượng phân tử trung bình (ví dụ: PEG 400 là PEG có khối lượng phân tử trung bình khoảng 400 daltons, tương ứng với độ trùng hợp n = 9).
PEG tan trong nước, metanol, etanol, acetonitril, benzen, diclorometan, dietyl ete và hexan. Nó đi đôi kết hợp với các phân tử kỵ nước để sản xuất chất hoạt động bề mặt không chứa ion.

## Sản xuất

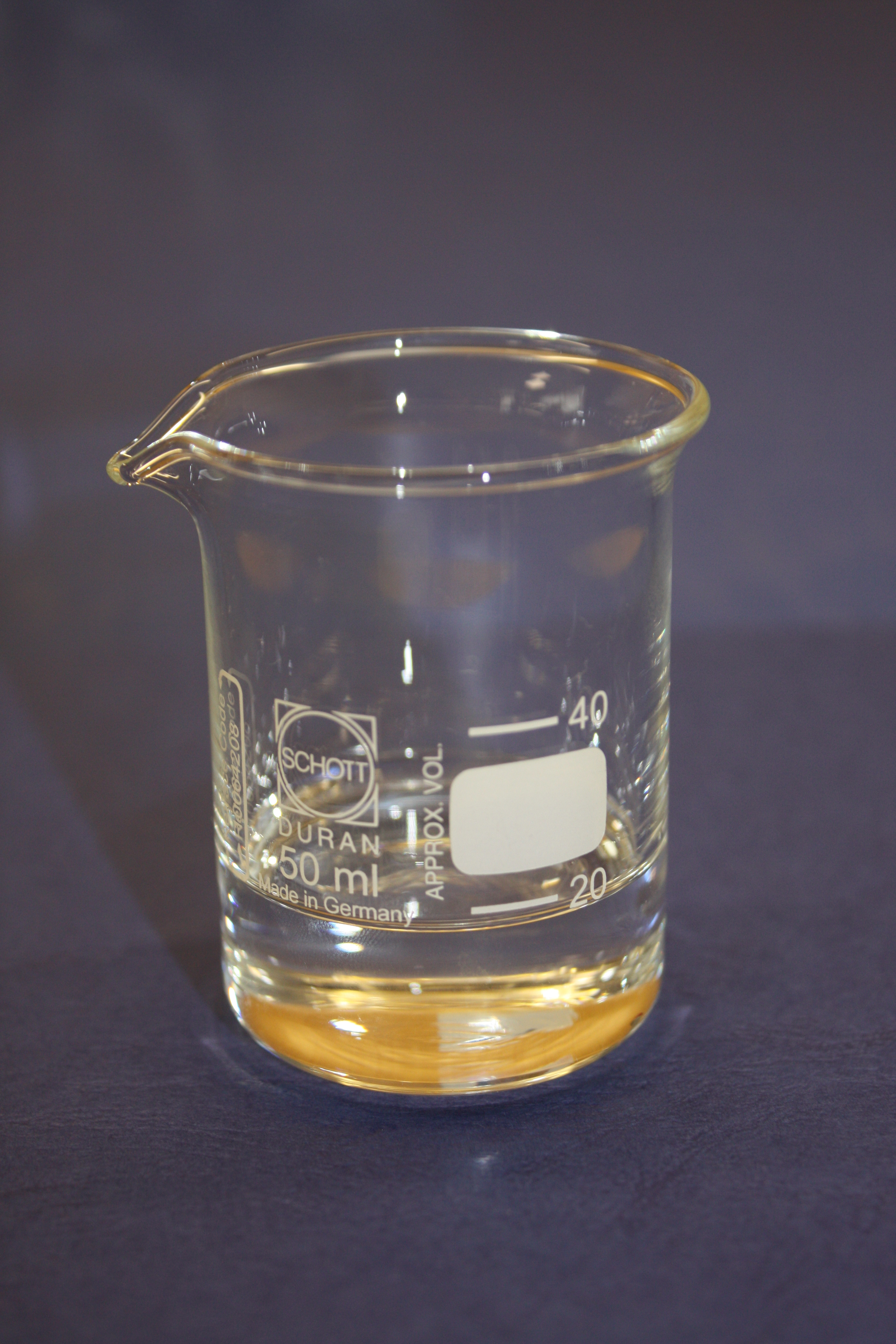
Polyethylene glycol 400, chất lượng y tế

Việc sản xuất của poly ethylen glycol đã được báo cáo đầu tiên vào năm 1859. Cả hai tác giả A. V. Laurence và Charles Adolphe Wurtz một cách độc lập đã cô lập được sản phẩm đó là polyethylen glycol. Polyethylen glycol được sản xuất bởi sự tương tác của ethylen oxide với nước, ethylen glycol, hoặc oligomer ethylen glycol. Phản ứng được xúc tác bởi axit hoặc kiềm. Ethylen glycol và các oligomer của nó là những vật liệu xuất phát thích hợp thay vì nước, bởi vì chúng cho phép sự tạo thành polymer với độ đa phân tán thấp. Độ dài mạch polymer phụ thuộc vào tỉ lệ các chất phản ứng.
HOCH2CH2OH + n(CH2CH2O) → HO(CH2CH2O)n 1H

## Ứng dụng

### Mục đích y học
- PEG là chất cơ bản của một số thuốc nhuận tràng. Hệ thống tưới đại tràng với polyethylene glycol và thêm các chất điện giải được sử dụng cho ruột chuẩn bị trước khi phẫu thuật hoặc nội soi.
- PEG cũng là một tá dược trong nhiều dược phẩm.
- Khi gắn liền với nhiều protein thuốc, polyethylen glycol cho phép một sự giải chậm của protein mang ở trong máu.[7]

## Đường dẫn ngoài
- Oregon State University informational paper on using PEG as a wood stabilizer Lưu trữ ngày 30 tháng 5 năm 2010 tại Wayback Machine